# Olea (Cantabria)
Olea es una localidad española del municipio de Valdeolea, en Cantabria. Se encuentra a 1010 m de altitud sobre el nivel del mar, al sur del extremo oriental de la sierra de Híjar y a 10 km de la capital municipal, Mataporquera. En el año 2024 contaba con una población de 24 habitantes (INE).

## Geografía
El casco urbano de Olea se estira disperso a lo largo de casi un kilómetro de distancia en un eje este/oeste marcado por la carretera comarcal de Valdeolea. Por el flanco norte se encuentran las primeras cuestas del Endino y su cumbre cubierta de espeso robledal. Hacia el sur la situación en leve ladera de Olea permite descubrir una bella panorámica sobre la vega del Camesa y sus montes circundantes.

## Historia
Hacia mediados del siglo XIX, el lugar, ya por entonces perteneciente a Valdolea, tenía contabilizada una población de 108 habitantes. Aparece descrito en el decimosegundo volumen del Diccionario geográfico-estadístico-histórico de España y sus posesiones de Ultramar de Pascual Madoz de la siguiente manera:

OLEA: l. en la prov. de Santander (14 leg.), part. jud. de Reinosa (1 1/2), dióc., aud. terr. y c. g. de Búrgos (15), ayunt. de Valdeolea. sit. en una elevada cuesta; su clima es frio pero sano; sus enfermedades mas comunes son reumas. Tiene 22 casas; escuela de primeras letras frecuentada por 17 niños que satisfacen al maestro una módica retribucion; igl. parr. (Sta. Maria), servida por un cura; 2 ermitas (San Miguel y San Esteban), y una fuente de buenas aguas. Confina con Izara, la Loma, Reinosilla, San Martin y Hoyos. El terreno es de mediana calidad. Los caminos dirigen a los pueblos limítrofes: recibe la correspondencia de Reinosa. prod.: trigo, centeno y pastos; cria ganado vacuno, lanar y algun caballar, y caza de perdices, codornices, liebres y cabras monteses. comercio: se estrae ganado vacuno, y se importa vino. pobl.: 21 vec., 108 almas. contr.: con el ayuntamiento.
(Madoz, 1849, p. 232)

## Patrimonio

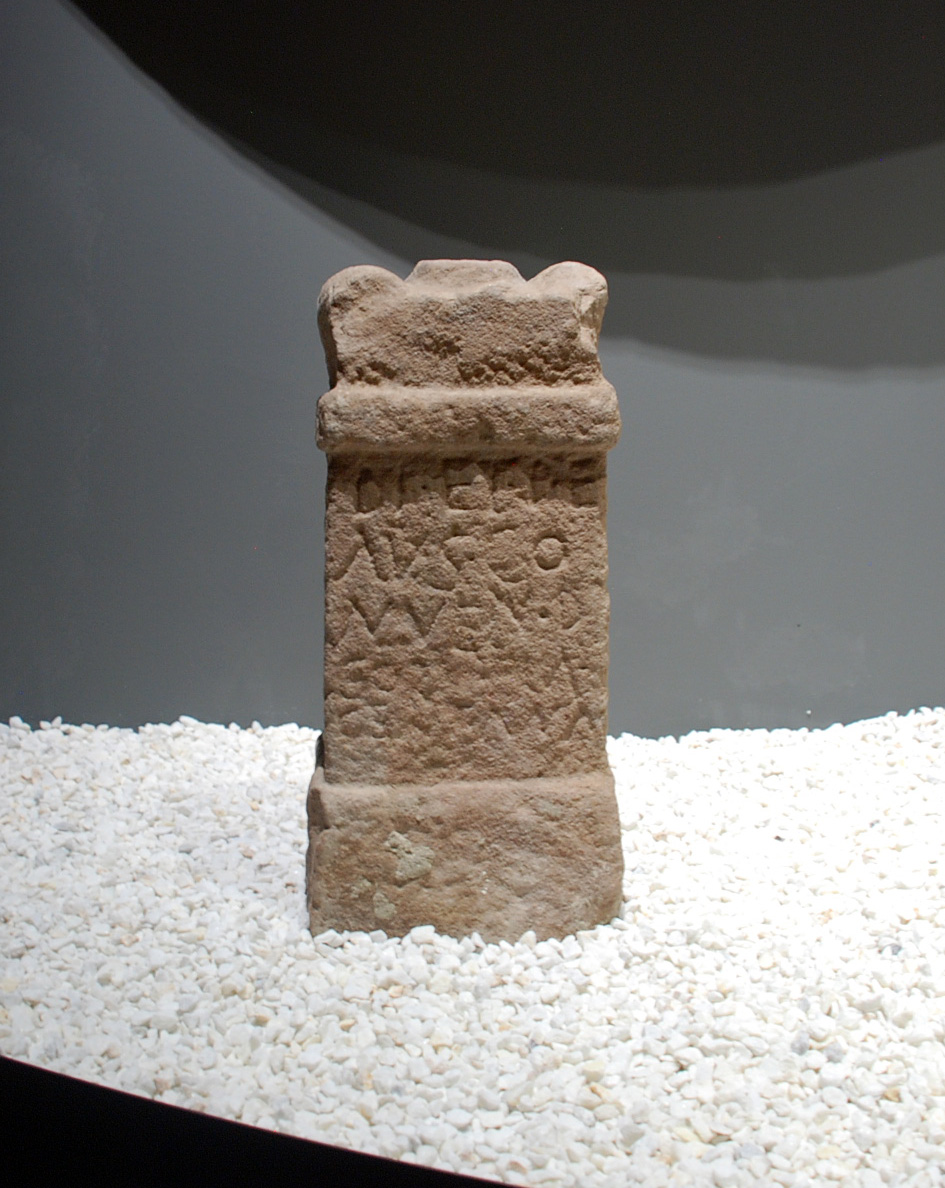
Ara dedicada por Flavia Genciana proveniente de Olea

En el barrio alto, situado en el extremo oriental del pueblo, se encuentra la ermita románica de San Miguel declarada Bien de Interés Cultural en el año 1979. Es modesto edificio, construido en su mayor parte en sillarejo y mampostería, con unas características rurales alejadas del románico “clásico” que vemos en otras iglesias de Valdeolea como San Martín de Hoyos o Santa María de Las Henestrosas, por ejemplo. Consta de una sola nave, ábside semicircular o semielíptico y espadaña a los pies, sin añadidos de otras épocas que confunden la pureza de su fábrica. La decoración exterior es tan solo a una imposta de billetes bajo el alero y a la portada de arco triunfal, apoyada en toscas columnas con capiteles historiados ejecutados sin mucha pericia, al igual que un cristo crucificado incrustado en el muro, más allá de la enjuta. En 1980, durante las labores de restauración de la ermita, se encontró en el muro del ábside un ara romana de unos 45 cm de alto que en la actualidad de exhibe en el interior. La inscripción de su frente no ha sido descifrada por entero con satisfacción, si bien pare clara la dedicación al conjunto de los dioses de la época romana. 
En el otro extremo de Olea, se levanta la iglesia de Santa María. Se mezclan elementos de distintas épocas entre el siglo xiii y el xviii que establecen un atractivo diálogo estilístico. Del siglo xiii, todavía con una dependencia clara de las formas románicas, se conserva el pórtico, con su portada abocinada al este, y parte del muro norte que remata en canecillos de proa de nave, a excepción de uno con representación de un lobo con una oveja entre las fauces. De esta misma época podría ser también la portada de ingreso a la nave, también abocinada, pero esta vez con arcos apuntados.
En el siglo xvi se acomete una importante reforma en el templo, dotándolo de la nave y la cabecera poligonal reforzada con contrafuertes radiales. El goticismo se acusa en las proporciones un tanto estiradas y en la cubierta con bóveda neovada. Las ventanas alargadas que se abren a la nave, aunque góticas en proporción, se tintan de ecos renacentistas en el tipo de molduras utilizadas y en la opción por el arco de medio punto. Ya en época barroca, posiblemente en el siglo xviii, se concluye la iglesia con el añadido de la sacristía y con la magnífica torre de los pies de cuatro cuerpos, el bajo con arco a modo de pasadizo y los dos últimos con troneras bajo cornisa con pináculos de bolas de recuerdo herreriano.
En Olea se celebra un encuentro internacional de Rabelistas. El pueblo se convierte en el hervidero musical de la tradición y la evolución de este instrumento milenario. También desde aquí se da comienzo a la Ascensión al Endino (SL-S 30) o bien desde San Martín de Hoyos.
En Olea se puede comer, dormir y degustar la hogaza de horno de leña que lleva su nombre.